# Aire d'attraction de Saint-Hilaire-de-Riez
L'aire d'attraction de Saint-Hilaire-de-Riez est un zonage d'étude défini par l'Insee pour caractériser l’influence de la commune de Saint-Hilaire-de-Riez sur les communes environnantes. Publiée en octobre 2020, elle se substitue à l'aire urbaine de Saint-Hilaire-de-Riez, qui comportait 6 communes dans le dernier zonage qui remontait à 2010.

## Définition
L'aire d'attraction d'une ville est composée d’un pôle, défini à partir de critères de population et d’emploi ainsi que d’une couronne constituée des communes dont au moins 15 % des actifs travaillent dans le pôle. Le pôle d’attraction constitue ainsi un point de convergence des déplacements domicile-travail,.

## Type et composition
L’aire d'attraction de Saint-Hilaire-de-Riez est une aire intra-départementale qui comporte 13 communes dans la Vendée. 
Elle est catégorisée dans les aires de moins de 50 000 habitants, une catégorie qui regroupe 12,2 % au niveau national.

### Carte

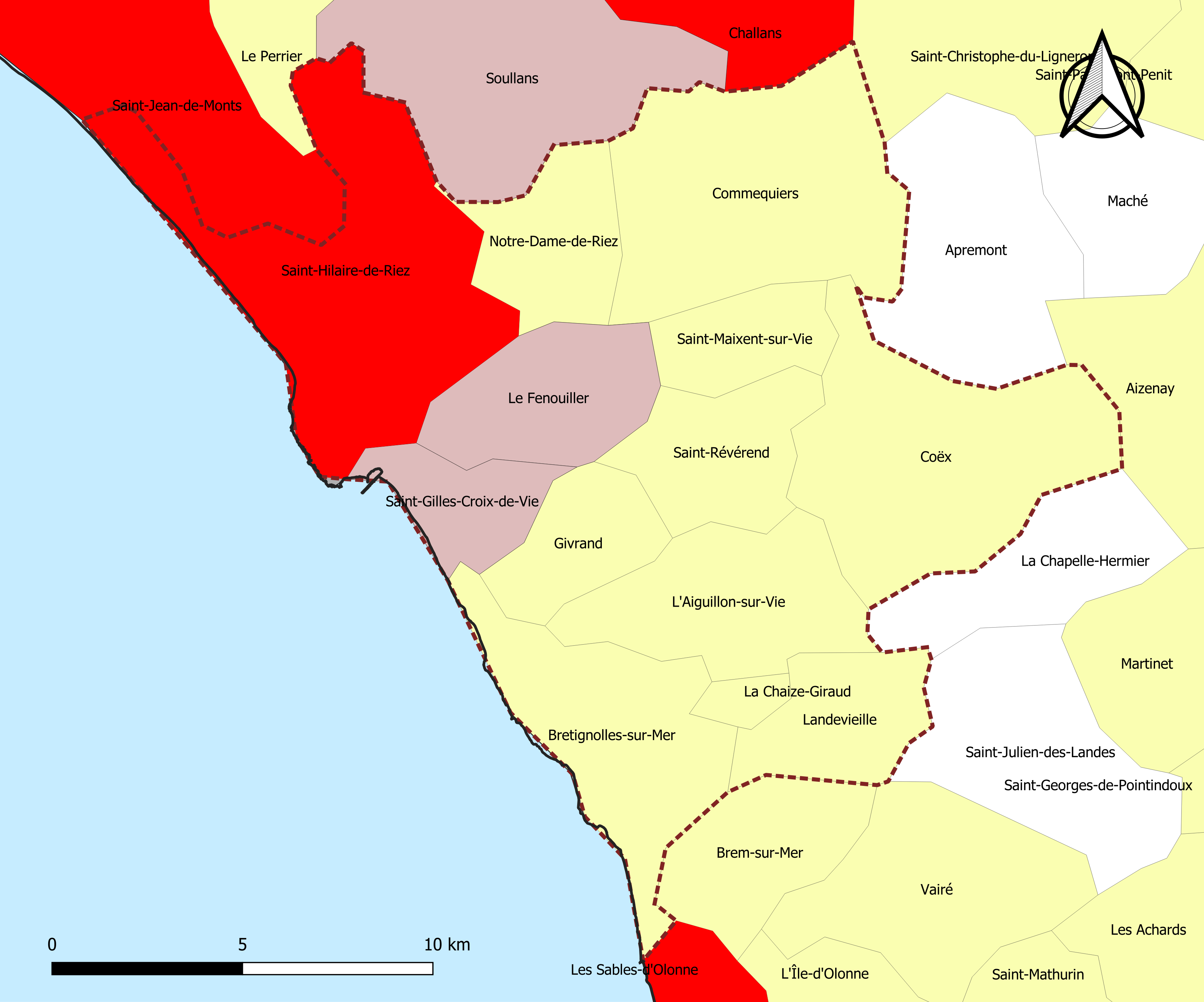
Carte de l'aire d'attraction de Saint-Hilaire-de-Riez.
Commune-centre
Commune du pôle principal
Commune de la couronne

### Composition communale
| Nom                                    | Code Insee | Département | Statut                    | Superficie (km2) | Population (dernière pop. légale) | Densité (hab./km2) | Modifier                                    |
| -------------------------------------- | ---------- | ----------- | ------------------------- | ---------------- | --------------------------------- | ------------------ | ------------------------------------------- |
| Saint-Hilaire-de-Riez (commune-centre) | 85226      | Vendée      | commune-centre            | 48,85            | 12 923 (2022)                     | 265                | modifier les données · modifier les données |
| Le Fenouiller                          | 85088      | Vendée      | commune du pôle principal | 17,81            | 4 978 (2022)                      | 280                | modifier les données · modifier les données |
| Saint-Gilles-Croix-de-Vie              | 85222      | Vendée      | commune du pôle principal | 10,25            | 8 140 (2022)                      | 794                | modifier les données · modifier les données |
| L'Aiguillon-sur-Vie                    | 85002      | Vendée      | commune de la couronne    | 23,22            | 2 207 (2022)                      | 95                 | modifier les données · modifier les données |
| Bretignolles-sur-Mer                   | 85035      | Vendée      | commune de la couronne    | 27,32            | 5 139 (2022)                      | 188                | modifier les données · modifier les données |
| La Chaize-Giraud                       | 85045      | Vendée      | commune de la couronne    | 2,71             | 1 103 (2022)                      | 407                | modifier les données · modifier les données |
| Coëx                                   | 85070      | Vendée      | commune de la couronne    | 39,56            | 3 416 (2022)                      | 86                 | modifier les données · modifier les données |
| Commequiers                            | 85071      | Vendée      | commune de la couronne    | 40,26            | 3 708 (2022)                      | 92                 | modifier les données · modifier les données |
| Givrand                                | 85100      | Vendée      | commune de la couronne    | 11,69            | 2 216 (2022)                      | 190                | modifier les données · modifier les données |
| Landevieille                           | 85120      | Vendée      | commune de la couronne    | 13,57            | 1 512 (2022)                      | 111                | modifier les données · modifier les données |
| Notre-Dame-de-Riez                     | 85189      | Vendée      | commune de la couronne    | 14,62            | 2 179 (2022)                      | 149                | modifier les données · modifier les données |
| Saint-Maixent-sur-Vie                  | 85239      | Vendée      | commune de la couronne    | 10,71            | 1 196 (2022)                      | 112                | modifier les données · modifier les données |
| Saint-Révérend                         | 85268      | Vendée      | commune de la couronne    | 15,82            | 1 526 (2022)                      | 96                 | modifier les données · modifier les données |